# Racing 92-Stade français Paris en rugby à XV
Cet article retrace l'historique des confrontations entre les deux clubs français de rugby à XV du Racing 92 et du Stade français, ainsi qu'une liste non exhaustive de chacune de ces rencontres. Il inclut ceux qui ont opposé leurs prédécesseurs respectifs (Racing Club de France et US Métro pour le Racing, CASG pour le Stade français).
Ces confrontations donnent lieu au derby francilien dans le cadre du championnat de France.

## Historique
La finale du 20 mars 1892, jouée à Bagatelle est la première finale du Championnat de France de rugby, qui ne comprenait alors que 2 équipes : celles du Racing Club de France et du Stade français Paris. Le match est remporté par le Racing sur le score de 4-3.
Le match du 5 mai 2012, comptant pour la 25e journée de la saison 2011-2012 du Championnat de France et disputé au Stade de France, a été l'occasion pour le Racing Métro 92 de célébrer ses 130 ans d'existence. Il a été remporté 19-13 par le Racing Métro 92.
Les deux équipes annoncent leur projet de fusion le 13 mars 2017, rapprochement qui serait effectif pour la saison 2017-2018. Quelques jours plus tard, le 19 mars, l'annulation du projet est annoncée par Jacky Lorenzetti via un communiqué.
Dans les confrontations opposants les deux équipes, le Racing conserve un avantage sur la pelouse du stade Jean-Bouin depuis que le Stade français y est retourné, notamment depuis sa rénovation, jusqu'en 2013. Ainsi, le club alto-séquanais, en 14 confrontations dans ce stade, s'est imposé 10 fois, et poursuit notamment depuis 2018 une série de 8 victoires consécutives chez son rival francilien.

## Confrontations
| No | Date             | Lieu                                          | Match                                  | Score    | Compétition                           |
| -- | ---------------- | --------------------------------------------- | -------------------------------------- | -------- | ------------------------------------- |
| 1  | 20 mars 1892     | Pelouse de Bagatelle, Paris                   | Racing Club de France – Stade français | 4 – 3    | Finale du championnat                 |
| 2  | 19 mai 1893      | Stade Dubonnet, Courbevoie-Bécon les Bruyères | Stade français – Racing Club de France | 7 – 3    | Finale du championnat                 |
| 3  | ? 1893-94        |                                               | Stade français – Racing Club de France | 9 – 0    | Demi-finale du championnat            |
| 4  | ? 1897-98        |                                               | Stade français – Racing Club de France | 0 – 0    | Match de poule du championnat         |
| 5  | ? 1898-99        |                                               | Racing Club de France – Stade français | 5 – 3    | Match de poule du championnat         |
| 6  | ? 1901-02        |                                               | Racing Club de France – Stade français | 1 – 0    | Demi-finale du championnat            |
| -  | ? 1932-33        |                                               | Racing Club de France – Stade français | 0 – 0    | Match de poule F du championnat       |
| -  | ? 1951-52        |                                               | Racing Club de France – Stade français | 16 – 9   | Match de qualification du championnat |
| -  | 26 octobre 1996  | Stade Jean Bouin, Paris                       | Stade français – Racing Club de France | 0 – 0    | Coupe de France                       |
| -  | 20 novembre 2000 | Stade Jean-Bouin, Paris                       | Stade français – Racing Club de France | 103 – 15 | Coupe de la Ligue                     |
| -  | ? 2000-01        |                                               | Racing Club de France – Stade français | 16 – 40  | Coupe de la Ligue                     |

| No | Date         | Lieu                    | Match           | Score | Compétition |
| -- | ------------ | ----------------------- | --------------- | ----- | ----------- |
| -  | 6 avril 1941 | Stade Jean-Bouin, Paris | CASG – US Métro | 0 – 0 | ?           |

| No | Date         | Lieu                    | Match           | Score | Compétition |
| -- | ------------ | ----------------------- | --------------- | ----- | ----------- |
| -  | 6 avril 1941 | Stade Jean-Bouin, Paris | CASG – US Métro | 0 – 0 | ?           |

| No | Date              | Lieu                             | Match                            | Score   | Compétition                         |
| -- | ----------------- | -------------------------------- | -------------------------------- | ------- | ----------------------------------- |
| 1  | 21 novembre 2009  | Stade Yves-du-Manoir, Colombes   | Racing Métro 92 – Stade français | 20 – 18 | Top 14                              |
| 2  | 24 avril 2010     | Stade Jean-Bouin, Paris          | Stade français – Racing Métro 92 | 41 – 17 | Top 14                              |
| 3  | 4 décembre 2010   | Stade Yves-du-Manoir, Colombes   | Racing Métro 92 – Stade français | 15 – 13 | Top 14                              |
| 4  | 7 mai 2011        | Stade Charléty, Paris            | Stade français – Racing Métro 92 | 16 – 29 | Top 14                              |
| 5  | 3 décembre 2011   | Stade de France, Saint-Denis     | Stade français – Racing Métro 92 | 29 – 3  | Top 14                              |
| 6  | 5 mai 2012        | Stade de France, Saint-Denis     | Racing Métro 92 – Stade français | 19 – 13 | Top 14                              |
| 7  | 1er décembre 2012 | Stade de France, Saint-Denis     | Racing Métro 92 – Stade français | 23 – 15 | Top 14                              |
| 8  | 21 avril 2013     | Stade de France, Saint-Denis     | Stade français – Racing Métro 92 | 19 – 16 | Top 14                              |
| 9  | 26 octobre 2013   | Stade de France, Saint-Denis     | Racing Métro 92 – Stade français | 16 – 12 | Top 14                              |
| 10 | 29 mars 2014      | Stade Jean-Bouin, Paris          | Stade français – Racing Métro 92 | 22 – 32 | Top 14                              |
| 11 | 11 octobre 2014   | Stade Jean-Bouin, Paris          | Stade français – Racing Métro 92 | 23 – 19 | Top 14                              |
| 12 | 10 mai 2015       | Stade Yves-du-Manoir, Colombes   | Racing Métro 92 – Stade français | 19 – 28 | Top 14                              |
| 13 | 29 mai 2015       | Stade Jean-Bouin, Paris          | Stade français – Racing Métro 92 | 38 – 15 | Top 14 (match de barrage)           |
| 14 | 23 octobre 2015   | Stade Yves-du-Manoir, Colombes   | Racing 92 – Stade français       | 27 – 18 | Top 14                              |
| 15 | 12 mars 2016      | Stade Jean-Bouin, Paris          | Stade français – Racing 92       | 16 – 34 | Top 14                              |
| 16 | 8 octobre 2016    | Stade Yves-du-Manoir, Colombes   | Racing 92 – Stade français       | 29 – 22 | Top 14                              |
| 17 | 30 avril 2017     | Stade Jean-Bouin, Paris          | Stade français – Racing 92       | 27 – 23 | Top 14                              |
| 18 | 3 décembre 2017   | Stade Jean-Bouin, Paris          | Stade français – Racing 92       | 27 – 17 | Top 14                              |
| 19 | 17 mars 2018      | Paris La Défense Arena, Nanterre | Racing 92 – Stade français       | 28 – 22 | Top 14                              |
| 20 | 30 septembre 2018 | Stade Jean-Bouin, Paris          | Stade français – Racing 92       | 16 – 17 | Top 14                              |
| 21 | 5 mai 2019        | Paris La Défense Arena, Nanterre | Racing 92 – Stade français       | 23 – 27 | Top 14                              |
| 22 | 10 novembre 2019  | Stade Jean-Bouin, Paris          | Stade français – Racing 92       | 9 – 25  | Top 14                              |
| 23 | 24 octobre 2020   | Stade Jean-Bouin, Paris          | Stade français – Racing 92       | 25 – 27 | Top 14                              |
| 24 | 1 mai 2021        | Paris La Défense Arena, Nanterre | Racing 92 – Stade français       | 29 – 35 | Top 14                              |
| 25 | 11 juin 2021      | Paris La Défense Arena, Nanterre | Racing 92 – Stade français       | 38 – 21 | Top 14 (match de barrage)           |
| 26 | 4 septembre 2021  | Stade Jean-Bouin, Paris          | Stade français – Racing 92       | 21 – 36 | Top 14                              |
| 27 | 3 avril 2022      | Paris La Défense Arena, Nanterre | Racing 92 – Stade français       | 53 – 20 | Top 14                              |
| 28 | 9 avril 2022      | Stade Jean-Bouin, Paris          | Stade français – Racing 92       | 9 – 22  | Coupe d'Europe (huitième de finale) |
| 29 | 17 avril 2022     | Paris La Défense Arena, Nanterre | Racing 92 – Stade français       | 33 – 22 | Coupe d'Europe (huitième de finale) |
| 30 | 24 décembre 2022  | Paris La Défense Arena, Nanterre | Racing 92 – Stade français       | 10 – 48 | Top 14                              |
| 31 | 26 mars 2023      | Stade Jean-Bouin, Paris          | Stade français – Racing 92       | 13 – 17 | Top 14                              |
| 32 | 3 juin 2023       | Stade Jean-Bouin, Paris          | Stade français – Racing 92       | 20 – 33 | Top 14 (match de barrage)           |
| 33 | 18 novembre 2023  | Stade Jean-Bouin, Paris          | Stade français – Racing 92       | 9 – 13  | Top 14                              |
| 34 | 24 février 2024   | Paris La Défense Arena, Nanterre | Racing 92 – Stade français       | 11 – 27 | Top 14                              |
| 35 | 24 novembre 2024  | Stade Jean-Bouin, Paris          | Stade français – Racing 92       | 40 – 20 | Top 14                              |
| 36 | 27 avril 2025     | Paris La Défense Arena, Nanterre | Racing 92 – Stade français       | 49 – 24 | Top 14                              |

## Statistiques
Depuis le 21 novembre 2009
- Matchs invaincus :
  - Racing 92 : 5
  - Stade français : 3
- Total :
  - Premier match gagné par le Racing 92 : 21 novembre 2009
  - Premier match gagné par le Stade français : 24 avril 2010
  - Dernier match gagné par le Racing 92 : 27 avril 2025
  - Dernier match gagné par le Stade français: 24 novembre 2024
  - Plus grand nombre de points marqués par le Racing 92 : 53 (vainqueur), le 3 avril 2022
  - Plus grand nombre de points marqués par le Stade français : 48 (vainqueur), le 24 décembre 2022
  - Plus grande différence de points dans un match gagné par le Racing 92 : +33 le 3 avril 2022
  - Plus grande différence de points dans un match gagné par le Stade français : +38 le 24 décembre 2022